# Hohe Mut
Hohe Mut är en bergstopp i Österrike.   Den ligger i distriktet Imst och förbundslandet Tyrolen, i den västra delen av landet, 400 km väster om huvudstaden Wien. Toppen på Hohe Mut är 2 653 meter över havet, eller 99 meter över den omgivande terrängen. Bredden vid basen är 1,00 km.
Terrängen runt Hohe Mut är bergig. Runt Hohe Mut är det ganska glesbefolkat, med 38 invånare per kvadratkilometer.. Närmaste större samhälle är Sölden, 13,3 km norr om Hohe Mut. 
Trakten runt Hohe Mut består i huvudsak av gräsmarker.